# Bannerdale Beck (Howegrain Beck)
Der Bannerdale Beck ist ein Fluss im Lake District, Cumbria, England. Der Bannerdale Beck entsteht westlich des Rest Dodd am Satura Crag und fließt in nördlicher Richtung. Der Bannerdale Beck vereinigt sich mit dem Rampsgill Beck zum Howegrain Beck.